# Rainer Erdel
Rainer Erdel (* 7. Juni 1955 in Fürth) ist ein deutscher Politiker (FDP) aus Dietenhofen. Erdel war von Oktober 2009 bis Oktober 2013 Mitglied des Deutschen Bundestages. Er ist selbstständiger Landwirt, Vorstandsvorsitzender des Biomasseheizkraftwerks Dietenhofen und seit 1. Mai 2014 Bürgermeister seiner Heimatkommune.

## Berufliche Karriere
Nach der Mittleren Reife 1971 und einer Ausbildung zum Landwirt in Ansbach leistete er von 1976 bis 1977 seinen Grundwehrdienst und war von 1977 bis 1978 Soldat auf Zeit bei der Bundeswehr. Erdel wurde 1980 Landwirtschaftsmeister. Er betreibt als selbstständiger Landwirt einen 98 ha großen Ausbildungsbetrieb und bildet im Zuge des ERASMUS-Programms insbesondere Studenten aus Irland, China und Kasachstan aus. 
1993 gründete er ein Biomasseheizwerk in Dietenhofen und war bis 2009 dessen Vorstandsvorsitzender. Zudem ist er Oberst der Reserve bei der Division Luftbewegliche Operationen (DLO) in Veitshöchheim.

## Politischer Werdegang
Seit 1984 ist er Mitglied im Gemeinderat in Dietenhofen und Vorsitzender der Wählergruppe Ortsteile Dietenhofen. Von 2002 bis 2008 war er dritter Bürgermeister in Dietenhofen, anschließend bis 2014 zweiter Bürgermeister. Bei der Landtagswahl in Bayern 2008 trat er als Direktkandidat der bayerischen FDP im Wahlkreis Ansbach-Nord an und holte 7,7 % der Erststimmen. Trotz Platz 5 auf der mittelfränkischen Liste reichte es nicht für den Einzug in den Bayerischen Landtag. Bei der Bundestagswahl 2009 war er Direktkandidat im Wahlkreis Ansbach, holte dort 10,2 % der Erststimmen und gelangte über die Landesliste Bayern in den Bundestag.
Durch das Scheitern seiner Partei an der Fünf-Prozent-Hürde bei der Bundestagswahl 2013 ist er im 18. Bundestag nicht mehr vertreten.
In einer Stichwahl bei den Kommunalwahlen in Bayern 2014 um das Amt des Bürgermeisters von Dietenhofen setzte sich Rainer Erdel, der für die Wählergruppe der Ortsteile Dietenhofen (WGO) angetreten war, mit 62,9 % der Stimmen gegen Rainer Pfeiffer (Parteilose Wählergemeinschaft), der 37 % erhielt, durch. Bei den Kommunalwahlen in Bayern am 15. März 2020 wurde er mit einem Stimmenanteil von 87,99 % in seinem Amt bestätigt.

## Bundestagsabgeordneter
Erdel war ordentliches Mitglied der Ausschüsse für Ernährung, Landwirtschaft und Verbraucherschutz und Verteidigung sowie der Europa-Union Parlamentariergruppe Deutscher Bundestag.

## Mitgliedschaft
Seit dem 11. November 2011 war er Stellvertreter des Präsidenten des Verbands der Reservisten der Deutschen Bundeswehr. Auf der Bundesdelegiertenversammlung des Verbandes im November 2015 schied er aus dieser Funktion aus, da er seit 2013 nicht mehr dem Bundestag angehörte. Es ist Tradition, aktive Abgeordnete an die Verbandspitze zu wählen, um die Verantwortung der Politik für die Bundeswehrreservisten zu unterstreichen.